# Eichhof (Neresheim)
Eichhof ist ein Aussiedlerhof der Stadt Neresheim in Baden-Württemberg.

## Lage
Der Hof liegt am Auernheimer Weg (Kreisstraße K3295), unweit nördlich der Höfe Eichplatte.

## Geschichte
Der Aussiedlerhof wurde nach 1968 angelegt. Der Name leitet sich von den hiesigen Gewannnamen ab, welche unter anderem Eichert, Beim Eichert oder Eichertberg lauten.